# Casinycteris ophiodon
Casinycteris ophiodon är en däggdjursart som beskrevs av Richard Richardowitsch Pohle 1943. Casinycteris ophiodon ingår i släktet Casinycteris och familjen flyghundar. Inga underarter finns listade. Arten listades tidigare i släktet Scotonycteris. Efter en genetisk studie listas den östra populationen sedan 2014 som Casinycteris campomaanensis.

## Utseende
Arten är med en kroppslängd (huvud och bål) av 104 till 143 mm och en vikt av 65 till 72 g en av de mindre flyghundarna. Den saknar svans och den har 76 till 88 mm långa underarmar. Ovansidan är täckt av rödbrun till mörkbrun päls och undersidans päls är lite ljusare. Liksom hos andra flyghundar förekommer en nos som liknar hundens nos, stora ögon och öron som inte är sammanlänkade. Casinycteris ophiodon har vita ögonringar. Typisk för arten är två vita fläckar på nosen, en framför varje öga, en bakom varje öga och vit päls kring läpparna som är gröngula. Casinycteris ophiodon har bruna öron och brun flyghud föreutom vid fingrarna. Hannens penis och sctrotum har en gulgrön färg. Honor är vanligen lite tyngre än hannar. På grund av kraftig bakåt böjda övre hörntänder fick arten artepitet ophiodon som betyder "ormtand". Tandformeln är I 2/2, C 1/1, P 2/3, M 1/2, alltså 28 tänder.

## Utbredning
Denna flyghund förekommer i västra Afrika. Utbredningsområdet sträcker sig från södra Guinea och Liberia till Ghana. Arten vistas i kulliga områden och i medelhöga bergstrakter upp till 1200 meter över havet. Habitatet utgörs av regnskogar och bergsskogar. En population från västra Kamerun till västra Kongo-Brazzaville flyttades till Casinycteris campomaanensis. I Liberia finns i skogarna flera träd av arten Parinari excelsa.

## Ekologi
Casinycteris ophiodon äter främst frukter. Varje individ har ett revir av några hektar som är tydlig avgränsat mot andra revir. Arten är aktiv på natten. Det är oftast honor som skriker under födosöket. Vanligen föds en unge vid slutet av september. Ibland parar sig honor en gång till vid årets slut. Vanliga frukter som ingår i födan är fikon, banan, guave, Parinari excelsa och Ongokea gore. När flyghunden äter håller den sig fast vid ena grenen med fötterna samt vid andra grenen med tummarna. Hörntändernas form är troligtvis en anpassning till beteendet.

## Hot
Beståndet hotas av skogsröjningar och gruvdrift. Fynden är gles fördelade över regionen. IUCN listade arten före 2014 som sårbar (VU). Sedan skedde ingen ny bedömning.